# Olari (okręg Prahova)
Olari – wieś w Rumunii, w okręgu Prahova, w gminie Olari. W 2011 roku liczyła 815 mieszkańców.